# James Foley (fotoperiodista)
James Wright Foley (Evanston, 18 de octubre de 1973 - c. 19 de agosto de 2014) fue un fotoperiodista independiente estadounidense. Trabajó para la empresa de noticias estadounidense GlobalPost, hasta el 22 de noviembre de 2012, cuando fue secuestrado en el noroeste de Siria, por el grupo terrorista Estado Islámico mientras cubría la Guerra Civil de Siria. En agosto de 2014, fue decapitado en una ejecución filmada por representantes del EIIL. Foley fue el primer ciudadano estadounidense en ser ejecutado por este grupo terrorista.

## Biografía
Foley era originario de Rochester, estado de Nuevo Hampshire, fue el hijo mayor de John y Daine Foley y practicaba el catolicismo. Se graduó en la Universidad de Marquette en 1996. A mediados de 2000, Foley inició su carrera profesional tras ejercer como docente en Chicago, Arizona y Massachusetts. Posteriormente, se licenciaría en periodismo y escritura por la University of Massachusetts Amherst en 2003. Consigue en 2008 graduarse en la Northwestern University's Medill School of Journalism.
En 2011, mientras trabajaba para la agencia Global Post, es secuestrado en Libia, en el transcurso de la Guerra de Libia por fuerzas leales al gobierno de Muammar Gadafi, durante un ataque que le costó la vida a su compañero Anton Hammerl. Luego de 44 días de cautiverio consiguió su libertad. Foley continuó su carrera de fotoperiodista libre, trabajando para medios como France Press y  Boston Global Post, medio para el que trabajó hasta 2012, cuando fue nuevamente secuestrado en Siria junto a su traductor y conductor, liberados posteriormente.
En su cautiverio por el grupo terrorista musulmán de la rama sunita del Estado Islámico, se pidió una recompensa de 100 millones de dólares para liberar al periodista, tanto a su familia como a Global Post.

## Ejecución
Foley fue asesinado el 19 de agosto de 2014. Un vídeo de cinco minutos colgado en Youtube mostró su decapitación. En la primera parte puede verse al presidente Barack Obama autorizar el ataque contra el Estado Islámico. En el vídeo, James Foley acompañado por su verdugo, se dirige a su familia y acusa al gobierno estadounidense de ser único responsable de su ejecución. En la última parte del vídeo, un hombre encapuchado y vestido de negro —con un marcado acento londinense—, procede a la decapitación del periodista, profiriendo amenazas contra Estados Unidos, en represalias a sus ataques. Supuestamente, el verdugo de Foley era el joven británico de origen kuwaití conocido como Yihadista John, cuya muerte se produjo en un bombardeo de EE. UU. el 12 de noviembre de 2015.
El 20 de agosto, a pesar de que la familia de Foley ya había declarado la muerte del periodista ante los medios y ante las especulaciones sobre la posible falsedad del vídeo, el Consejo Nacional de Seguridad de los Estados Unidos confirmó la autenticidad de éste.